# Philippe Dallons
Philippe Dallons (Charleroi, 10 april 1952 - 6 april 2001) was een Belgisch volksvertegenwoordiger.

## Levensloop
Dallons, kandidaat in de toegepaste wetenschappen, werd sociaal vormingswerker voor de provincie Henegouwen, waarbij hij zich ontfermde over jonge gehandicapten. Getroffen door werkloosheid, werd hij vervolgens marktkramer in de streek rond Charleroi, als verkoper van jeans en tweedehandskledij.
Hij was militant van Ecolo vanaf het eerste uur en werd voorzitter van de lokale partijafdeling in Châtelet, de gemeente waar hij van 1989 tot 2000 gemeenteraadslid was. 
In 1991 werd hij voor het arrondissement Charleroi verkozen in de Kamer van volksvertegenwoordigers, waar hij tot in 1999 bleef zetelen en zich vooral concentreerde op dossiers rond landsverdediging. Door het toen bestaande dubbelmandaat was hij van 1992 tot 1995 ook lid van de Waalse Gewestraad en de Raad van de Franse Gemeenschap. In dat laatste parlement maakte hij deel uit van de commissie Internationale Betrekkingen. Na ruzies binnen zijn partij stapte Dallons in 1996 over naar de Parti Socialiste en bleef verder zetelen als volksvertegenwoordiger tot in mei 1999. 
Bij de verkiezingen van 1999 werd hij niet herkozen en maakte voortaan deel uit van het kabinet van de socialistische minister Rudy Demotte. Ook werd hij voorzitter van de PS-afdeling in Bouffioulx. In april 2001 overleed Dallons onverwacht, hij was 48 jaar oud.